# Origin (programa de computador)
Origin é um software gráfico para análise de dados e estatística desenvolvido pela Originlab para execução em plataforma Windows. 

## Análise de dados gráficos e estatística
O programa importa dados de instrumentos de medida, processa-os estatisticamente, tais como estatística descritiva e regressão , ajusta os dados experimentais de modo a evidenciar as características do fenômeno observado (integral, filtro de ruídos, linha de base) e procura a melhor curva que representa os dados coletados. 
Utilizado na área de Química em cromatografia para análise de picos, ajuste de curvas e áreas. 
O ajuste de curvas a partir de dados experimentais é um grande desafio para os pesquisadores. Origin fornece várias funções pré-formatadas que permitem o ajuste de parâmetros ou pré-definição de valores. Um grande recurso é possibilitar ao usuário de software gráficos construir suas próprias funções.
Na confecção dos gráficos permite visualização de gráficos em 3D e vários gráficos em uma única janela, daí seu uso em publicações técnicas e científicas quando diversas variáveis são analisadas simultaneamente..